# (612911) 2004 XR190
(612911) 2004 XR190 – planetoida, duży obiekt transneptunowy zaliczany do dysku rozproszonego.

## Odkrycie
Planetoida (612911) 2004 XR190 została odkryta przez Lynne Allen, Bretta Gladmana, Johna Kavelaarsa, Jean-Marca Petita, Joela Parkera i Phila Nicholsona w dniu 11 grudnia 2004 roku w obserwatorium astronomicznym na Mauna Kea. Obiekt nie ma jeszcze oficjalnej nazwy, nieoficjalnie jednak nazywa się go Buffy.

## Klasyfikacja
(612911) 2004 XR190 jest klasyfikowany jako obiekt należący do dysku rozproszonego.

## Orbita
Orbita (612911) 2004 XR190 nachylona jest pod kątem 46,61˚ do ekliptyki, a jej mimośród wynosi 0,104. Ciało to krąży w średniej odległości 57,48 j.a wokół Słońca, na jeden obieg potrzebuje ok. 436 lat. Peryhelium tego obiektu znajduje się w odległości 51,5 j.a, a aphelium zaś 63,5 j.a. od Słońca.
Buffy, po przejściu przez aphelium około 1899 roku, przybliża się do Słońca. W maju 2011 roku jego odległość od Słońca wyniosła 57,9 j.a.

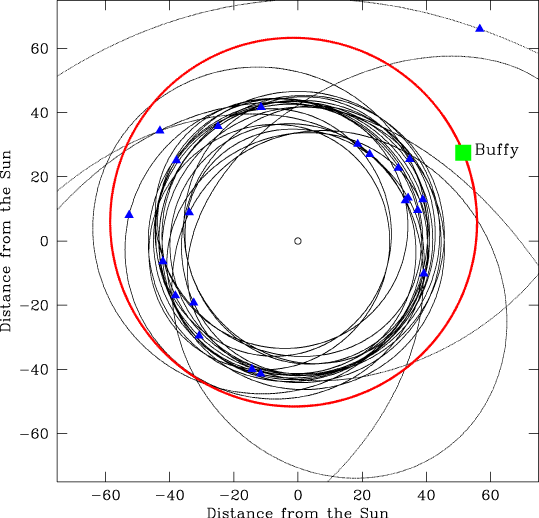
Orbita 2004 XR190 na tle orbit obiektów z Pasa Kuipera. Okrąg w centrum pokazuje orbitę Ziemi w tej skali.
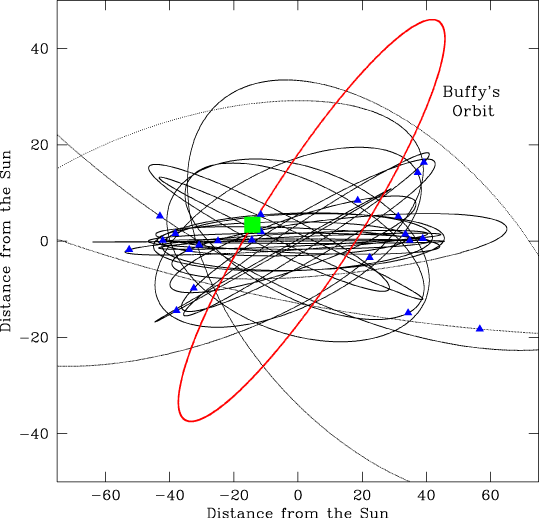
Orbita 2004 XR190 w widoku w płaszczyźnie ekliptyki pokazuje jej wysoką inklinację. Rozmiary podane w jednostkach astronomicznych.

## Właściwości fizyczne
Rozmiary (612911) 2004 XR190 szacuje się na ok. 546 km. Absolutna wielkość gwiazdowa tej planetoidy wynosi ok. 4,41m, wartość albedo szacowana jest na od 0,04 do 0,16. Jest to zapewne bardzo zimne ciało niebieskie.